# Victoria (hrabstwo w Nowej Szkocji)
Victoria – historyczne hrabstwo (geographic county) kanadyjskiej prowincji Nowa Szkocja z ośrodkiem w Baddeck, powstałe w 1851, współcześnie jednostka podziału statystycznego (census division). Według spisu powszechnego z 2016 obszar hrabstwa to: 2857,74 km², a zamieszkiwało wówczas ten obszar 7089 osób.
Hrabstwo nazwane na cześć królowej Wiktorii zostało wydzielone w 1851 z hrabstwa Cape Breton.
Według spisu powszechnego z 2011 obszar hrabstwa zamieszkiwało 7115 mieszkańców; język angielski był językiem ojczystym dla 91,4%, mi'kmaq dla 6,4%, francuski dla 0,8% mieszkańców.